# St. Leonhard (Breitengüßbach)

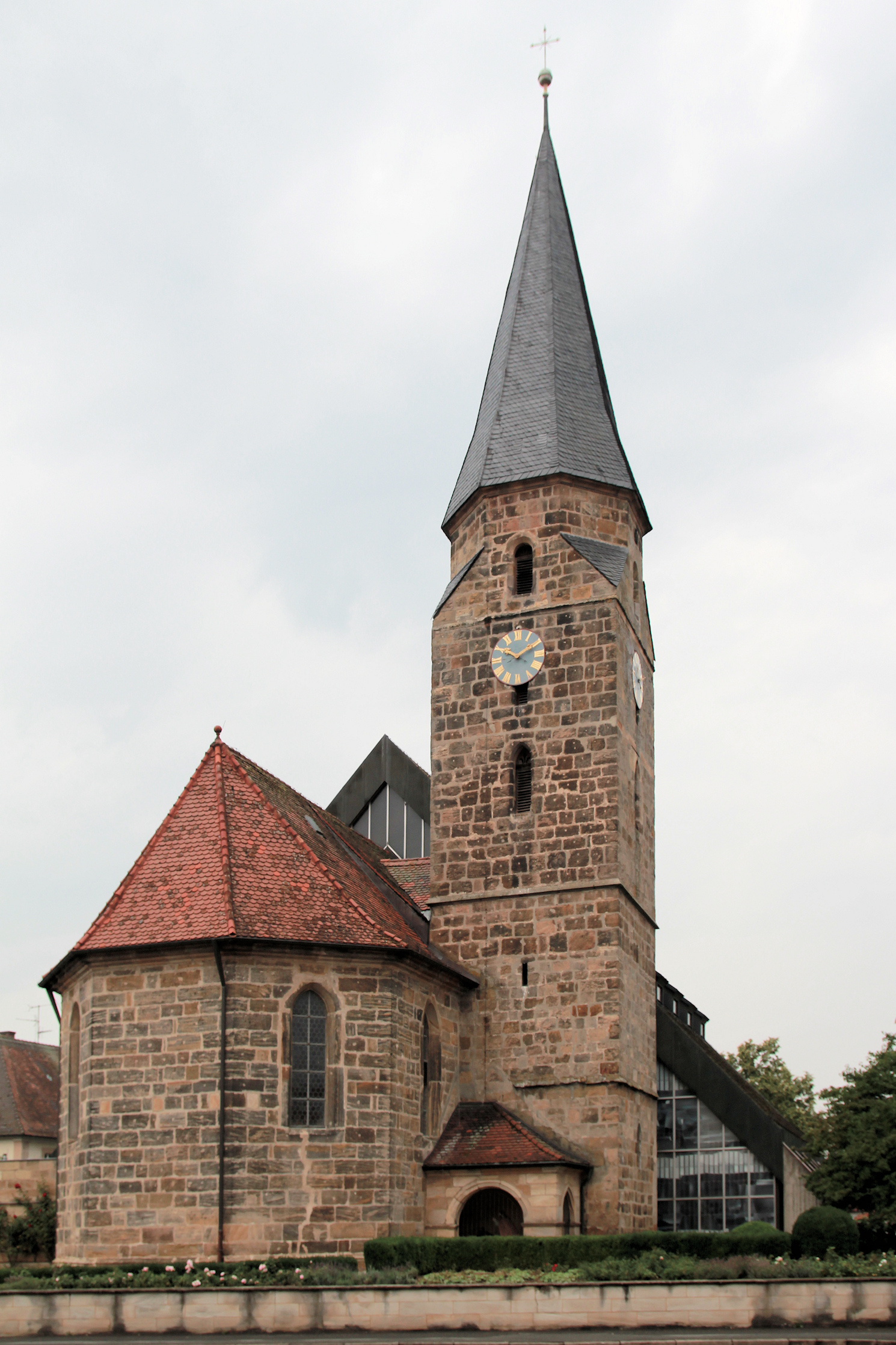
St. Leonhard (Breitengüßbach)

Die römisch-katholische Pfarrkirche St. Leonhard steht in der Gemeinde Breitengüßbach im Landkreis Bamberg (Oberfranken, Bayern). Der Chorseitenturm des denkmalgeschützten Kirchengebäudes wird im Kern auf das 13. Jahrhundert datiert. Die Kirchengemeinde gehört zum Seelsorgebereich Main-Itz im Dekanat Bamberg des Erzbistums Bamberg.

## Beschreibung
Vom Vorgängerbau aus der Mitte des 13. Jahrhunderts sind die beiden unteren Geschosse des ehemaligen Chorturms erhalten geblieben. Er wurde im 14./15. Jahrhundert um ein Geschoss aufgestockt. An seiner Südseite wurde um 1538 der heutige Chor angebaut, der nach Osten dreiseitig abgeschlossen ist. Zeitgleich wurde nach Westen das Langhaus errichtet. 1541 wurden dem Turm ein achteckiges Geschoss und ein achtseitiger, schiefergedeckter, spitzer Helm aufgesetzt. Ab 1706/07 wurde die Kirche nach einem Entwurf von Bonaventura Rauscher barock umgestaltet. 1722 erhielt der Turm einen neuen Helm. Dem Langhaus wurde 1978 ein breites Dach übergestülpt, wodurch seine Grundfläche verdreifacht wurde. Architekt war Paul Becker, Erlangen. Die Fenster der Giebelseiten des neuen Langhauses wurden nach einem Entwurf von Herbert Bessel gestaltet. Die Orgel mit 20 Registern, zwei Manualen und einem Pedal wurde 1980 von der Orgelbau Eisenbarth gebaut.